# Іон Попеску-Сібіу
Іон Попеску-Сібіу (* 1901, Сібіу — 11 вересня 1974, Бухарест) — румунський медик, психіатр і психоаналітик. У Румунії Попеску-Сібіу був одним із співзасновників психоаналізу, розробленого Зігмундом Фрейдом.

## Біографія
Іон Попеску-Сібіу вивчав психологію в Бухаресті та Яссах. По закінченні університету став військовим лікарем. Невдовзі він почав листуватися з Фрейдом, проте листування вважається втраченим. 1927 року Попеску-Сібіу захистив у Ясському університеті докторську дисертацію, присвчену фрейдівському вченню. Через п'ять років він отримав премію від Румунської академії наук за друге доповнене видання дисертації (1932). Нове видання мало наклад 3000 примірників і вперше мало в додатку «медико-психологічний технічний словник» румунською мовою. Тут варто пам'ятати, що в той час у Румуніє коли навряд чи було більше 10 книг румунською мовою, присвячених психології, психотерапії, судовій медицині та дослідженням сновидінь. Дисертація Попеску-Сібіуса стала стандартною працею в теорії та практиці психоаналізу в Румунії та одним з важливих джерел про фрейдизм.
У 1935 році був співзасновником «Румунського журналу психоаналізу» (Revista Română de Psihanaliză). Він також був учасником різних передвоєнних міжнародних конвенцій, зокрема Конгресу психотерапевтів у Парижі в 1937 році. Його доробок неодноразово перевидавався до 1947 року, саме тому він вважався головним психоаналітиком Румунії у міжвоєнний період.
Після 1945 року Попеску-Сібіу відійшов від фрейдівського пансексуалізму й набилизвся до неопсихоаналізу. Разом з Константином Владом, спеціальним представником з питань меншин у Центральному комітеті Комуністичної партії Румунії, Попеску-Сібіу став офіційно визнаним піонером психоаналізу в Румунії. З Владом він також був одним із співзасновників румунського «Товариства психопатології та психіатрії».

## Праці
- Dr. Ion I. Popescu (Sibiu): Doctrina lui Freud (Psihanaliza), Bucureşti 1931. (Rum.)
- Ion Popescu-Sibiu: Geneza socială a ereditati psihologice. (Engl. Social genesis and psychological heredity), in: Buletinul spitalului de boli mintale şi nervoase (Sibiu) 1936, 2, S. 57–60. (Rum.)
- Ion Popescu-Sibiu: Factori sociali in mecanismul isteriei. (Engl. Social factors in the mechanism of hysteria), in: Buletinul Societatea de Psihologie Medicală (Sibiu) 1936, 2, S. 89–93. (Rum.)
- Ion Popescu-Sibiu, T. Stoenescu: Geneza sociala a sugestibilitatii in raport cu infractiunile. (Engl. Social genesis of suggestibility and its relation to delinquency), in: Buletinul Societatea de Psihologie Medicală (Sibiu) 1936, 2, S. 101—106. (Rum.)
- Ion Popescu-Sibiu: Aspectual psihologic si social al psihoterapiei. (Engl. Psychological and sociological aspects of psychotherapy), in: Buletinul Societatea de Psihologie Medicală (Sibiu) 3 (1937), S. 71–75. (Rum.)
- Ion Popescu-Sibiu: Die Notwendigkeit psychotherapeutischer Vorlesungen an den Universitäten. (Engl. The necessity of teaching psychotherapy in universities), in: Buletinul Societatea de Psihologie Medicală (Sibiu) 4 (1937), S. 68–73. (Rum.)
- Ion Popescu-Sibiu: Conceptia psihologica in clinica psihologica (Engl. Psychological concepts in psychological clinics), in: Buletinul Societatea de Psihologie Medicală (Sibiu) 6 (1938), S. 27–32. (Rum.)
- Ion Popescu-Sibiu: Pornografia si patologia literara in cadrul igienei social-mintale. (Engl. Pornography and pathological literature in the light of mental and social hygiene), in: Buletinul Societatea de Psihologie Medicală (Sibiu) 6 (1938), S. 63–68. (Rum.)
- Ion Popescu-Sibiu (Licenţiat in Filosofie și Litere): Conceptia psihanalitica. Expunere și critică, Verlag H. Welther, Sibiu 1947. 509S. (Rum.)
- Ion Popescu-Sibiu (Bucharest): Un cas rare d'inversion sexuelle criminelle (Engl. A rare case of criminal sexual inversion), in: Annales médico-psychologiques (Paris), Nr. 116 (Juli 1958), Vol. 2/2, S. 279—285. (Frz.)
- Ion Popescu-Sibiu: Aspects de l'œuvre scientifique de Nicolas Vaschide (1874—1907) (Engl. Aspects of the Scientific Work of Nicolas Vaschide (1874—1907)), in: Annales médico-psychologiques (Paris), Nr. 121 (November 1963), S. 523—530. (Frz.)
- Ion Popescu-Sibiu: Cercetările medico-psihologice privind psihopatologia expresiei. (Engl. Medico-psychological investigations concerning the psychopathology of expression), in: Neurologia, Psihiatria, Neurochirurgia Nr. 10/6, 1965, S. 515—522. (Rum.)
- Prof. Dr. M. G. Marinescu, Ion Popescu-Sibiu: Wissenschaftliche Beziehungen zu den deutschen Biologen und Histoneurologen, in: Verhandlungen des XX. Internationalen Kongresses für Geschichte der Medizin (Hildesheim) 1968, S. 80–84. (Dt.)
- Victor Sǎhleanu, Ion Popescu-Sibiu: Introducere criticǎ în psihanalizǎ, Dacia-Verlag, Cluj 197. (Rum.)
- Ion Popescu-Sibiu: Zur Entwicklung der Psychoanalyse in Rumänien (Mitteilung), in: Psyche (28/7) 1974, S. 651—654. (Dt.)
- Dr. Ion I. Popescu (Sibiu): Doctrina lui Freud (Psihanaliza). Prefaţă de Prof. Dr. Constantin Ion Parhon, Bucureşti 2007. (Rum.)

## Лекції та конференції
- Василь Замфіреску (Румунія): Фрейд та психоаналіз у Румунії. Лекція, присвячена конференції «Психоаналіз та психотерапія у Східній Європі» 9 червня 2000 р. В університетській лікарні Магдебург (Центр Зігмунда Фройда) (модератор: Пітер Дідеріхс)